# 샤비에르 에스포트 자모라

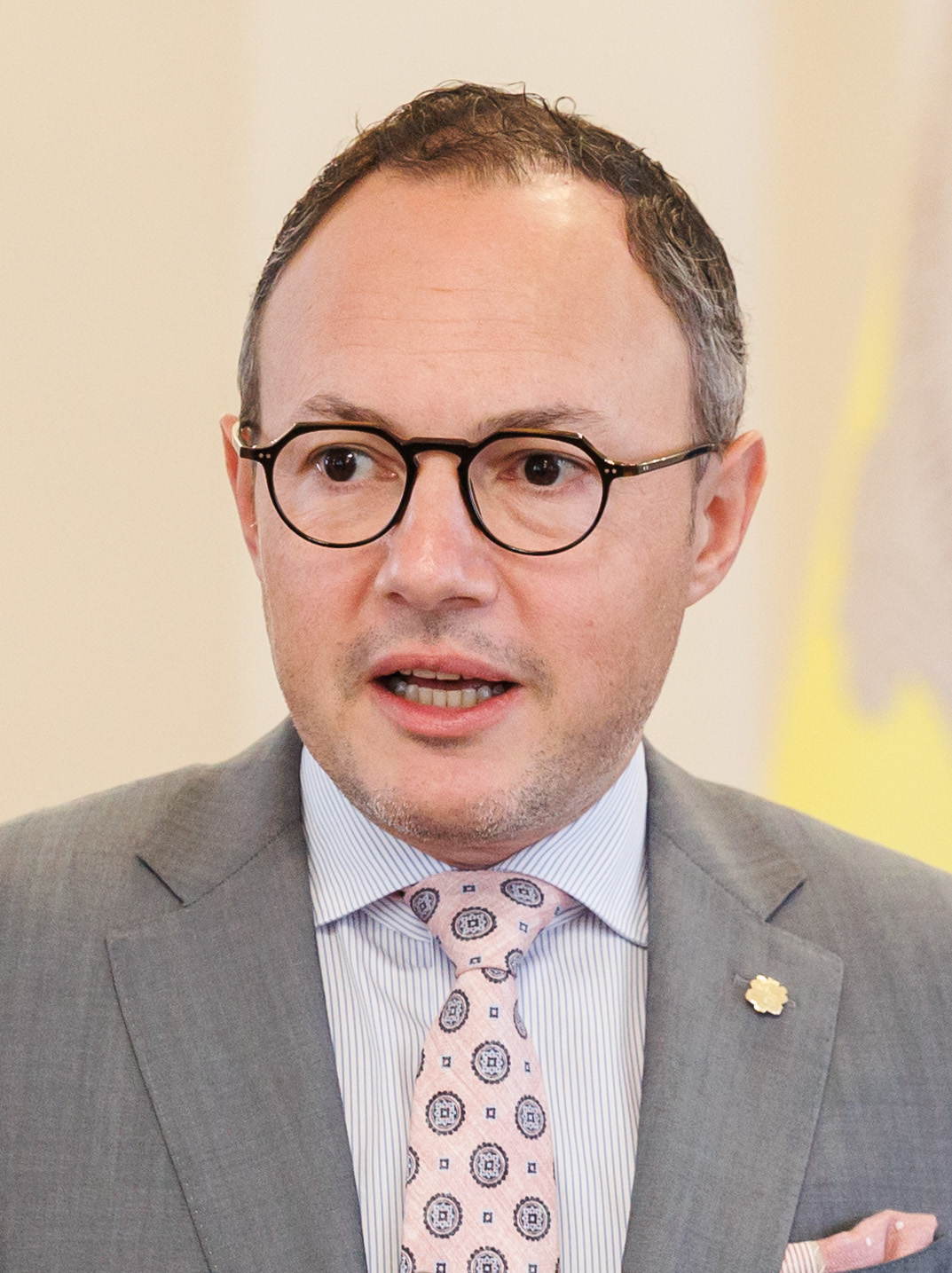
2024년의 에스포트

샤비에르 에스포트 자모라(Xavier Espot Zamora, 1979년 10월 30일~)는 안도라의 판사이자 정치인이다. 그는 전 법무부 장관이자 현재 안도라의 총리이며, 2019년 5월 16일부터 재임하고 있다.
2023년 9월 11일, 에스포트 자모라는 라디오 나시오날 다도라와의 인터뷰에서 게이로 커밍아웃했다.